# La Grange (canton)
Pour les articles homonymes, voir La Grange.
La Grange est un canton canadien de l'est du Québec situé dans la région administrative du Bas-Saint-Laurent dans la vallée de la Matapédia.  Il fut proclamé officiellement le 27 janvier 1940.  Il couvre une superficie de 38 850 hectares.

## Toponymie
Le toponyme La Grange est en l'honneur de Jean Léger de La Grange (1663 - 1736?) qui fut un chirurgien en tant que marin et que corsaire.